# Rzęsikowate
Rzęsikowate (Mymaridae) – rodzina błonkówek z nadrodziny bleskotek.

## Zasięg występowania
Przedstawiciele tej rodziny występują na całym świecie.

## Budowa ciała
Osiągają 0,2-1 mm długości, co czyni je jednymi z najmniejszych owadów. Ciemię otoczone pogrubionym kołnierzem z naskórka oraz oddzielony od twarzy szwem. Torulus trzonka czółka wyraźnie oddzielony. Czułki u samic długie i maczugowate, u samców zaś nitkowate. Skrzydła tylnej pary bardzo wąskie i wydłużone. Użyłkowanie skrzydeł przedniej pary znacznie zredukowane, kończy się ono w 1/3 jego długości ( z wyjątkiem rodzajów Arescon i Krokella). Brak widocznych żyłek stygmalnej i postmarginalnej.

## Boiologia i ekologia
Rzęsikowate są parazytoidami jaj owadów. Samica oznacza zaatakowane jajo gospodarza swoim pokładełkiem, co jest rozpoznawane przez następne samice które poszukują innych żywicieli.

## Systematyka
Do osarkowatych zaliczanych jest około 1400 gatunków i 121 żyjących rodzajów:

- Acmopolynema
- Acmotemnus
- Agalmopolynema
- Alaptus
- Allanagrus
- Allarescon
- Anagroidea
- Anagrus
- Anaphes
- Anneckia
- Apoxypteron
- Archigonatocerus
- Arescon
- Australomymar
- Boccacciomymar
- Borneomymar
- Boudiennyia
- Callodicopus
- Camptoptera
- Camptopteroides
- Carpenteriana
- Ceratanaphes
- Chrysoctonoides
- Chrysoctonus
- Cleruchoides
- Cleruchus
- Cnecomymar
- Cosmocema
- Cosmocomoidea
- Cosmocomopsis
- Cremnomymar
- Cryptus
- Cybomymar
- Dicopomorpha
- Dicopus
- Dorya
- Enasius
- Enneagmus
- Entrichopteris
- Eoanaphes
- Eoeustochus
- Eotriadomeroides
- Erdosiella
- Erythmelus
- Eubroncus
- Eustochomorpha
- Eustochus
- Gahanopsis
- Ganomymar
- Gastrogonatocerus
- Gonatocerus
- Heptagonatocerus
- Himopolynema
- Ischiodasys
- Kalopolynema
- Kikiki
- Kompsomymar
- Krateriske
- Krokella
- Litus
- Luna
- Lymaenon
- Macalpinia
- Macrocamptoptera
- Malfattia
- Megamymar
- Metamymar
- Mimalaptus
- Minutoma
- Mymar
- Mymarilla
- Narayanella
- Neomymar
- Neopolynemoidea
- Neostethynium
- Neotriadomerus
- Nepolynema
- Neserythmelus
- Nesomymar
- Nesopatasson
- Nesopolynema
- Notomymar
- Octomicromeris
- Omyomymar
- Oncomymar
- Ooctonus
- Palaeoneura
- Palaeopatasson
- Paracmotemnus
- Paranaphoidea
- Parastethynium
- Platyfrons
- Platypolynema
- Platystethynium
- Polynema
- Polynemoidea
- Polynemula
- Porcepicus
- Prionaphes
- Proarescon
- Progonatocerus
- Pseudanaphes
- Ptilomymar
- Richteria
- Schizophragma
- Scleromymar
- Scolopsopteron
- Steganogaster
- Stephanocampta
- Stephanodes
- Stethynium
- Tanyostethium
- Tanyxiphium
- Tetrapolynema
- Tinkerbella
- Triadomerus
- Vladimir
- Xenopolynema
- Yoshimotoana
- Zelanaphes
- Zeyanus

Oraz 1 rodzaj wymarły:
- Metamymar†